# حمدي أصلان
حمدي أصلان (بالتركية: Hamdi Aslan)‏ هو مدرب كرة قدم ولاعب كرة قدم تركي، ولد في 6 سبتمبر 1967 في طرابزون في تركيا. شارك مع منتخب تركيا تحت 19 سنة لكرة القدم ومنتخب تركيا تحت 21 سنة لكرة القدم ومنتخب تركيا لكرة القدم. أما مع النوادي، فقد لعب مع أضنة سبور وطرابزون سبور.

## وصلات خارجية
- حمدي أصلان على موقع اتحاد تركيا (لاعب) (الإنجليزية)
- حمدي أصلان على موقع اتحاد تركيا (مدرب) (الإنجليزية)
- حمدي أصلان على موقع قاعدة بيانات كرة القدم.إي يو (الإنجليزية)
- حمدي أصلان على موقع أوليمبيديا (الإنجليزية)